# Jared Dudley
Jared Anthony Dudley (San Diego, 10 juli 1985) is een Amerikaans voormalig basketballer en huidig basketbalcoach.

## Carrière
Dudley speelde collegebasketbal van 2003 tot 2007 voor de Boston College Eagles. In 2007 stelde hij zich kandidaat voor de NBA draft en werd gekozen als 22e in de eerste ronde door de Charlotte Bobcats. Hij speelde in de NBA Summer League voor de Charlotte Bobcats net zoals hij dat ook deed in de zomer van 2008. Hij speelde anderhalf seizoen voor de Bobcats voordat hij in december 2008 geruild werd naar de Phoenix Suns samen met Jason Richardson en een draftpick voor Raja Bell, Boris Diaw en Sean Singletary. Bij de Suns speelde hij de rest van het seizoen uit.
In de volgende seizoenen in NBA bij de Suns speelde hij nooit als starter tot in het seizoen 2021/12 waar hij in zijn 65 gespeelde wedstrijden 60 als starter speelde. Ook het volgende seizoen was hij een starter en samen met Jermaine O'Neal aanvoerder van de Suns. In de zomer van 2013 werd hij geruild naar de Los Angeles Clippers in een ruil waarbij ook de Milwaukee Bucks betrokken waren. Naast draftpicks waren ook Eric Bledsoe, Caron Butler en J.J. Redick betrokken in de deal. Na een seizoen bij de Clippers werd hij geruild naar de Milwaukee Bucks samen met een draftpick voor Miroslav Raduljica, Carlos Delfino en een draftpick.
Na een seizoen bij de Bucks werd hij geruild naar de Washington Wizards voor een draftpick. Na een seizoen voor de Wizards werd hij een vrije speler en tekende in 2016 terug bij de Phoenix Suns. Na twee seizoenen bij de Suns werd hij in 2018 geruild naar de Brooklyn Nets samen met een draftpick voor Darrell Arthur. Na een seizoen bij de Nets tekende hij als vrije speler bij de Los Angeles Lakers. Hij won in 2020 de NBA samen met de Lakers. Na het seizoen kwam hij zonder contract te zitten maar tekende in december terug bij de Lakers. Na het seizoen stopte hij als profbasketballer.
In 2021 werd hij assistent-coach onder Jason Kidd bij de Dallas Mavericks.

## Erelijst
- NBA-kampioen: 2020

## Statistieken

### Regulier seizoen
| Seizoen  | Team                 | WG  | WS  | MPW  | 2P%  | 3P%  | FW%   | RPW | APW | SPW | BPW | PPW  |
| -------- | -------------------- | --- | --- | ---- | ---- | ---- | ----- | --- | --- | --- | --- | ---- |
| 2007/08  | Charlotte Bobcats    | 73  | 14  | 19,0 | 46,8 | 22,0 | 73,7  | 3,9 | 1,1 | 0,8 | 0,1 | 5,8  |
| 2008/09  | Charlotte Bobcats    | 20  | 7   | 21,4 | 46,9 | 37,5 | 62,5  | 3,0 | 1,0 | 0,9 | 0,1 | 5,4  |
| 2008/09  | Phoenix Suns         | 48  | 0   | 15,2 | 48,1 | 39,4 | 69,1  | 3,0 | 0,8 | 0,8 | 0,1 | 5,5  |
| 2009/10  | Phoenix Suns         | 82  | 1   | 24,3 | 45,9 | 45,8 | 75,4  | 3,4 | 1,4 | 1,0 | 0,2 | 8,2  |
| 2010/11  | Phoenix Suns         | 82  | 15  | 26,1 | 47,7 | 41,5 | 74,3  | 3,9 | 1,3 | 1,1 | 0,2 | 10,6 |
| 2011/12  | Phoenix Suns         | 65  | 60  | 31,1 | 48,5 | 38,3 | 72,6  | 4,6 | 1,7 | 0,8 | 0,3 | 12,7 |
| 2012/13  | Phoenix Suns         | 79  | 50  | 27,5 | 46,8 | 39,1 | 79,6  | 3,1 | 2,6 | 0,9 | 0,1 | 10,9 |
| 2013/14  | Los Angeles Clippers | 74  | 43  | 23,4 | 43,8 | 36,0 | 65,5  | 2,2 | 1,4 | 0,6 | 0,1 | 6,9  |
| 2014/15  | Milwaukee Bucks      | 72  | 22  | 23,8 | 46,8 | 38,5 | 71,6  | 3,1 | 1,8 | 1,0 | 0,2 | 7,2  |
| 2015/16  | Washington Wizards   | 81  | 41  | 25,9 | 47,8 | 42,0 | 73,5  | 3,5 | 2,1 | 0,9 | 0,2 | 7,9  |
| 2016/17  | Phoenix Suns         | 64  | 7   | 21,3 | 45,4 | 37,9 | 66,2  | 3,5 | 1,9 | 0,7 | 0,3 | 6,8  |
| 2017/18  | Phoenix Suns         | 48  | 0   | 14,3 | 39,3 | 36,3 | 77,1  | 2,0 | 1,6 | 0,5 | 0,2 | 3,2  |
| 2018/19  | Brooklyn Nets        | 59  | 25  | 20,7 | 42,3 | 35,1 | 69,6  | 2,6 | 1,4 | 0,6 | 0,3 | 4,9  |
| 2019/20  | Los Angeles Lakers   | 45  | 1   | 8,1  | 40,0 | 52,9 | 100,0 | 1,2 | 0,6 | 0,3 | 0,1 | 1,5  |
| 2020/21  | Los Angeles Lakers   | 12  | 0   | 6,8  | 22,2 | 33,3 | —     | 1,8 | 0,4 | 0,1 | 0,1 | 0,5  |
| Carrière | Carrière             | 904 | 286 | 22,3 | 46,3 | 39,3 | 73,2  | 3,2 | 1,5 | 0,8 | 0,2 | 7,3  |

### Play-offs
| Seizoen  | Team                 | WG | WS | MPW  | 2P%  | 3P%  | FW%   | RPW | APW | SPW | BPW | PPW |
| -------- | -------------------- | -- | -- | ---- | ---- | ---- | ----- | --- | --- | --- | --- | --- |
| 2009/10  | Phoenix Suns         | 16 | 0  | 23,6 | 46,5 | 42,4 | 60,7  | 3,8 | 1,8 | 1,1 | 0,4 | 7,6 |
| 2013/14  | Los Angeles Clippers | 7  | 0  | 6,4  | 27,3 | 50,0 | 0,0   | 0,9 | 0,3 | 0,1 | 0,0 | 1,3 |
| 2014/15  | Milwaukee Bucks      | 6  | 0  | 18,3 | 46,7 | 57,1 | 57,1  | 1,8 | 1,3 | 2,0 | 0,3 | 6,7 |
| 2018/19  | Brooklyn Nets        | 4  | 2  | 20,5 | 27,3 | 22,2 | 100,0 | 0,5 | 2,8 | 0,8 | 0,3 | 3,0 |
| 2019/20  | Los Angeles Lakers   | 9  | 0  | 3,4  | 0,0  | 0,0  | 0,0   | 0,2 | 0,0 | 0,4 | 0,1 | 0,0 |
| 2020/21  | Los Angeles Lakers   | 2  | 0  | 2,5  | —    | —    | —     | 0,0 | 0,0 | 0,0 | 0,0 | 0,0 |
| Carrière | Carrière             | 44 | 2  | 14,8 | 42,3 | 41,8 | 64,1  | 1,8 | 1,1 | 0,9 | 0,2 | 4,2 |

0 Kuzma ·
1 Caldwell-Pope ·
3 Davis ·
4 Caruso ·
5 Horton-Tucker ·
7 McGee ·
9 Rondo ·
10 Dudley ·
11 Bradley ·
12 Cacok ·
14 Green ·
18 Waiters ·
21 Smith ·
23 James ·
28 Cook ·
37 Antetokounmpo ·
39 Howard ·
88 Morris ·
Coach Vogel